# Torrontés

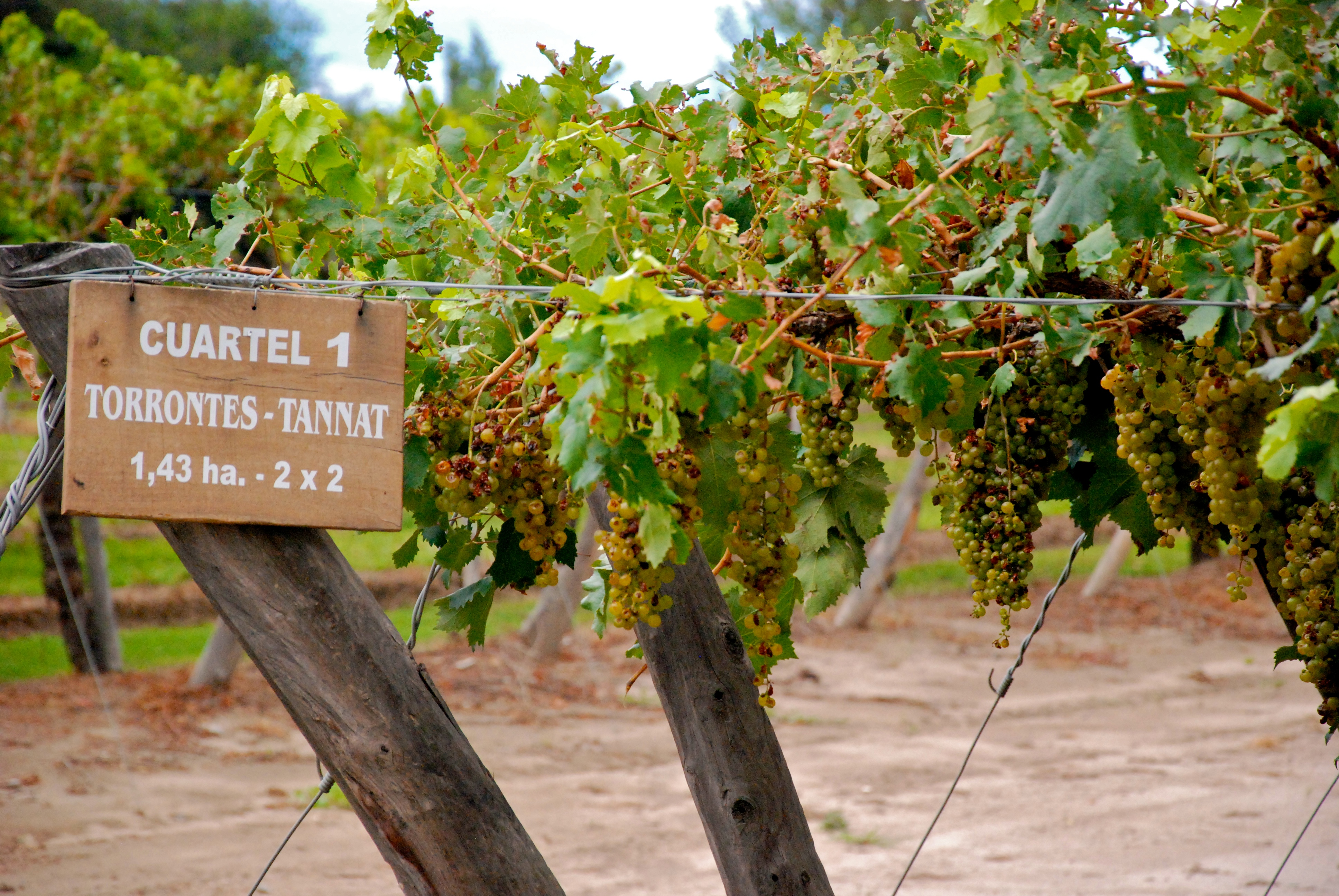
Torrontés na Cafayate (Argentina).

Torrontés é uma variedade de uva branca de origem espanhola, da região Galiza, muito semelhante à Moscatel da qual possui parentesco. Produz vinhos frutados. A uva é cultivada também na Argentina, Portugal e Bulgária.
Na Argentina existem diversos tipos de Torrontés. A Torrontés Riojano é de maior qualidade, enquanto a Torrontés Sanjuanino e Torrontés Mendocino são inferiores.